# 25554 Jayaranjan
25554 Jayaranjan este un asteroid din centura principală de asteroizi.

## Descriere
25554 Jayaranjan este un asteroid din centura principală de asteroizi. A fost descoperit pe 10 decembrie 1999 la Socorro, New Mexico, în cadrul proiectului LINEAR. Asteroidul prezintă o orbită caracterizată de o semiaxă mare de 2,29 ua, o excentricitate de 0,15 și o înclinație de 3,9° în raport cu ecliptica.